# Schlacht bei Argentovaria
Mediolanum – Augusta Vindelicorum – Lacus Benacus – Placentia – Fano – Pavia – Langres – Vindonissa – Autun – Reims – Brumath – Senonae – Argentoratum – Solicinium – Argentovaria
Die Schlacht bei Argentovaria fand 378 im Elsass statt. Argentovaria wird in der aktuellen Forschung mit dem abgegangenen Ort Oedenburg bei Biesheim in Verbindung gebracht. Im zeitgenössischen Geschichtswerk des Ammianus Marcellinus wurde der Schlachtort Argantaria genannt. 

## Vorgeschichte
Der weströmische Kaiser Gratian rüstete seine Truppen zur Unterstützung des oströmischen Kaisers Valens gegen anrückende Hunnen und Goten in der Provinz Illyrien. Ein Lentienser der kaiserlichen Leibgarde erhielt wegen einer dringenden Angelegenheit Heimaturlaub und erzählte zuhause von diesen Vorbereitungen.

## Verlauf
Dies nutzten die Lentienser aus, sammelten die Bewohner aus allen Gauen und rüsteten sich zu einem Feldzug. Sie überschritten im Februar mit mindestens 40.000 Bewaffneten den zugefrorenen Rhein und fielen plündernd in die römischen Provinzen ein. Gratian musste nun seine nach Illyrien aufgebrochenen Kohorten wieder zurückrufen und mit der zurückgehaltenen Reserve vereinigen. Unter dem Oberbefehl der beiden römischen comites Nannienus und Mallobaudes zogen die Römer gegen die Lentienser. In der Schlacht sollen nach Ammianus Marcellinus 30.000 Lentienser und ihr König Priarius gefallen sein.

## Folgen
Nach Ammian haben nur 5.000 Lentienser überlebt, sie flüchteten in die dichten Wälder des heutigen Schwarzwalds auf einen ringsum abschüssigen Berg. Den Römern gelang es weder, den Berg einzunehmen, noch die Flüchtlinge einzukesseln. Aufgrund ihrer guten Ortskenntnisse konnten die Lentienser den hartnäckig nachsetzenden Römern immer wieder entkommen. Schließlich aber kapitulierten die Lentienser und baten um Gnade. Diese wurde ihnen gegen Stellung von Rekruten für die römische Armee gewährt.

## Forschung
Die Identifikation des Schlachtortes stützt sich nicht zuletzt auf eine Häufung von Münzfunden aus der Zeit der Schlacht auf freiem Feld.
Lange Zeit war Horbourg mit Argentovaria gleichgesetzt worden. Seit den umfangreichen archäologischen Ausgrabungen der Jahre 1998 bis 2005 in Oedenburg ist das nicht mehr haltbar.

## Historische Quellen
- Ammianus Marcellinus 15,4 und 31,10